# Dusun Tunggang
Dusun Tunggang is een bestuurslaag in het regentschap Muko-Muko van de provincie Bengkulu, Indonesië. Dusun Tunggang telt 2222 inwoners (volkstelling 2010).